# Sobat
Sobat (arabsky Bahr el-Asfat‎) je řeka ve Východní Africe v Jižním Súdánu. Je 730 km dlouhá od pramene zdrojnice Baro. Povodí má rozlohu 350 000 km².

## Průběh toku
Vzniká soutokem řek Baro a Pibor nedaleko hranic Jižního Súdánu s Etiopií. Protéká hornatou a kopcovitou krajinou převážně přes savany. Je pravým přítokem Bílého Nilu.

## Vodní stav
V létě v období dešťů od června do prosince má vyšší průtok s maximem v listopadu. Do Bílého Nilu přináší při velké vodě mnoho pevných částic, jež dávají vodě bílou barvu a řece jméno. Průměrný roční průtok v ústí činí 412 m³/s. V zimě a na jaře mnohé přítoky vysychají.

## Využití
Vodní doprava je možná v období dešťů do města Nasir ve vzdálenosti 300 km od ústí.